# Thomas Chilcot
Thomas Chilcot (* wahrscheinlich 1707 in Bath; † 24. November 1766) war ein englischer Komponist und Organist.
Chilcot erlernte ab 1721 das Orgelspiel bei Josias Priest, dem Organisten der Abteikirche Bath (The Abbey Church of Saint Peter and Saint Paul, Bath). Nach dessen Tod übernahm er sein Amt im Januar 1726 und war in Bath bis zu seinem Tode Organist. Chilcot heiratete 1729  Elizabeth Mills und hatte mit ihr sieben Kinder. Nach dem Tod seiner ersten Frau war er mit Anne Wrey verheiratete. Zu seinen Schülern gehörte Thomas Linley senior. Er schuf Suiten für Cembalo und vertonte Texte von William Shakespeare.

## Werke
- Six Suites of Lessons for the Harpsicord or Spinnet (London, 1734)
- Twelve English Songs with their symphonies. The words by Shakespeare and other Celebrated Poets. (London, 1744)
- Six Concertos, for the Harpsichord (London, 1756)
- Six Concertos, for the Harpsichord (Bath, 1765/1766)